# Козача Рада Правобережної України
Козача Рада Правобережної України — антибільшовицька підпільна організація, створена 5 серпня 1921 року у Білій Церкві вцілілими від репресій представниками Цупкому. Задумувалася як новий центр антибільшовицької боротьби на території Київської, Подільської, Волинської, Миколаївської та Одеської губерній. 

## Керівництво
Головою організації був Павло Гайдученко, начальником інформаційного бюро — Микола Лозовик, уповноваженим пошти і телеграфу — Михайло Симак, військовою роботою керував Іван Шемулянко і Тихін Бесарабенко. Однак після ліквідації Цупкому Симон Петлюра і Юрій Тютюнник вже не вірили у можливість безперешкодного та ефективного функціонування на території України загальнонаціонального повстанського центру. Саме тому визнали «Козачу Раду» лише як «центр інформаційної роботи на Правобережній Україні». 

## Діяльність
У другій половині 1921 року чекістами та військовими частинами Червоної Армії було ліквідовано Цупком, більшість місцевих повстанських комітетів, підпільних груп і повстанських загонів. А невдала організація і провал Листопадового рейду Повстанчої Армії УНР похитнули віру населення в дієздатність уряду УНР та позбавили повстанців подальшої військової підтримки. Проте створення координаційних осередків не припинялося.
У серпні 1921 року Повстансько-партизанський штаб відрядив до Києва для розвідувальної роботи офіцера Миколу Афанасьєва, котрий за допомогою батька Самійла зміг легалізуватися у місті для подальшої розвідувальної діяльності. Через деякий час незалежно від Афанасьєва до Києва прибув відряджений ППШ Віктор Алексєєв для організації підпільної контррозвідки. За допомогою дружини та її знайомих вступив на службу в радянську військову установу, розшукав Миколу Афанасьєва й домовився з ним про спільну роботу. Зібрані через завербованих агентів відомості Алексєєв у шифрованому вигляді регулярно переправляв у Польщу через Едуарда Брейненсена. У лютому 1922 року Алексєєв, довідавшись про існування антибільшовицької підпільної організації «Козача Рада», увійшов з нею в контакт та став помічником начальника контррозвідки при штабі Козачої Ради. Через агентурну мережу Алексєєва організація почала переправляти свої донесення в Польщу. Невдовзі до роботи в організації був завербований О. Е. Шонтек — полковник царської армії, начальник 4-ї артшколи Києва, який подав агентам Ради відомості про 4-ту артшколу, 69-ті і 15-ті командні курси та інші військові навчальні заклади, про дислокацію курсантів, їх озброєння, про кінський склад. Крім іншого розвідникам вдалося роздобути та переправити за кордон мобілізаційний план УСРР.
Активісти «Козачої ради» вербували прихильників. У роботі брали участь і деякі службовці Білоцерківського повітового військкомату, земельного відділу, пошти та інших установ. Г. Григоренко залучив до організації співробітників штабу 45-ї радянської дивізії Ф. Галянта, В. Виговського, М. Малика, І. Білика, котрі здобули топографічні військові карти та передавали таємні відомості про наради, які відбувалися в штабі. Також «Козача рада» зав'язала стосунки з 8-м повстанським районом та зі збройними загонами Гайового і Трейка.

## Ліквідація організації
З жовтня 1921 року Київська губернська надзвичайна комісія стежила за діями Козачої Ради, а в березні 1922 року ліквідувала її. До відповідальності було притягнуто 325 осіб, 86 осіб засуджено до різної міри покарання, з яких 47 осіб — до розстрілу.

## Вшанування пам'яті
- 28 липня 2022 р. у місті Біла Церква Київської обл. вулицю Докучаєва перейменували на вулицю Козачої Ради.